# Місія Крулак-Менденхолл

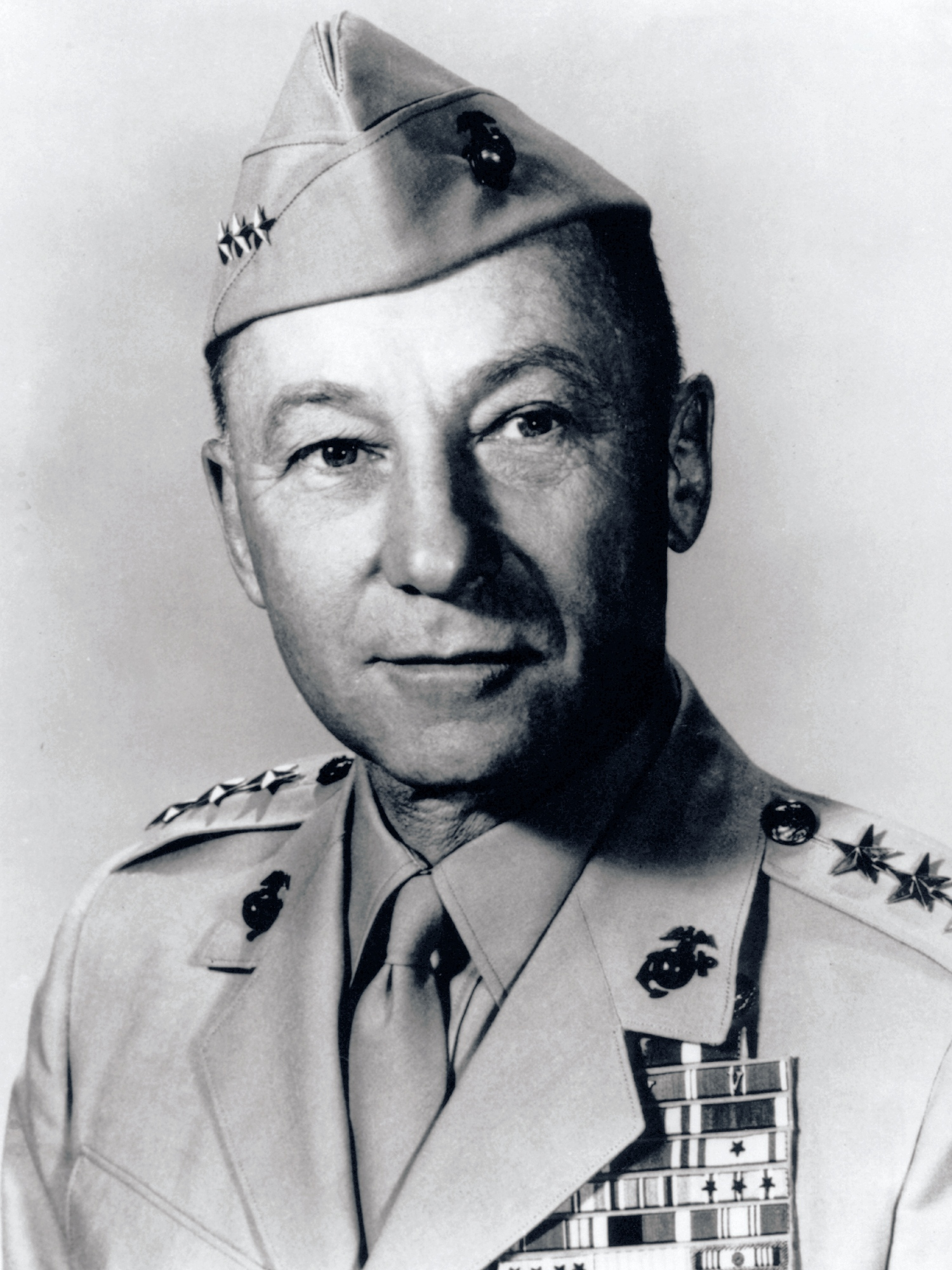
Генерал морської піхоти США Віктор Крулак

Місія Крулака-Менденхолла була дослідницькою експедицією, відправленою адміністрацією Кеннеді до Південного В'єтнаму на початку вересня 1963 року. Заявленою метою експедиції було дослідити хід війни режиму Південного В’єтнаму та його військових радників США проти повстанців В’єтконгу. Місію очолювали Віктор Крулак і Джозеф Менденхолл. Крулак був генерал-майором Корпусу морської піхоти Сполучених Штатів, тоді як Менденхолл був старшим офіцером дипломатичної служби, який мав досвід вирішення в’єтнамських справ.
Чотириденна карколомна подорож розпочалася 6 вересня 1963 року, у той самий день, коли відбулося засідання Ради національної безпеки (NSC), і відбулася на тлі дедалі більшої напруги у відносинах між Сполученими Штатами та Південним В’єтнамом. Громадянські заворушення охопили Південний В’єтнам, коли буддистські демонстрації проти релігійної дискримінації католицького режиму президента Нго Джіня Діема загострилися. Після рейдів на буддистські пагоди 21 серпня, в результаті яких загинуло кілька сотень людей, США санкціонували розслідування можливого перевороту через телеграму послу США Генрі Кеботу Лоджу-молодшому.
У своїх поданнях до NSC Крулак представив оптимістичний звіт про хід війни, тоді як Менденхолл представив похмуру картину військової невдачі та громадського невдоволення. Крулак знехтував народною підтримкою В'єтконгу, вважаючи, що зусилля в'єтнамських солдатів на полі не вплинуть на стурбованість громадськості політикою Діема. Менденхолл зосередився на оцінці настроїв міських в’єтнамців і дійшов висновку, що політика Діема збільшила ймовірність релігійної громадянської війни та спонукала південнов’єтнамців вірити, що життя під В’єтконгом покращить якість їхнього життя. Різні повідомлення змусили президента США Джона Ф. Кеннеді запитати своїх двох радників: «Ви двоє відвідали одну країну, чи не так?»
Непереконливий звіт став предметом запеклих особистих дебатів серед старших радників Кеннеді. Обговорювалися різні варіанти дій щодо В’єтнаму, такі як сприяння зміні режиму або вжиття низки вибіркових заходів, спрямованих на послаблення впливу Нго Дінь Дьєм, брата Діема та головного політичного радника. Нху та його дружина мадам Нго Джін Нху вважалися основними причинами політичних проблем у Південному В'єтнамі. Непереконливий результат експедиції Крулака та Менденхолла призвів до наступної місії, місії Макнамари-Тейлора.

## Передумови
Після розгону розгону демонстрації буддистів у Хюе 8 травня в Південному В'єтнамі спалахнули громадянські заворушення. Дев'ятьох буддистів було застрелено римо-католицьким режимом президента Нго Дінь Дьєма після того, як вони порушили урядову заборону вивішувати буддистські прапори на Весак, день народження Гаутами Будди, і вийшли на антиурядовий марш. Після розстрілів лідери буддистів почали лобіювати Діема за релігійну рівність, компенсацію та справедливість для сімей жертв. Оскільки Діем залишався непокірним, протести загострилися. Самоспалення буддійського ченця Thích Quảng Đức на жвавому перехресті в Сайгоні стало катастрофою для режиму Diệm у зв’язках з громадськістю, оскільки фотографії цієї події потрапили на перші шпальти газет у всьому світі та стали символом політики Diệm. Поки тривали протести, 21 серпня спецназ Армії Республіки В’єтнам (ARVN), вірний брату Діема Нго Джінь Нху, здійснив рейди на пагоду Xá Lợi, внаслідок чого кількість загиблих оцінюється в кілька сотень і завдала значної шкоди під оголошення воєнного стану. Університети та середні школи були закриті на тлі масових пробуддистських протестів. Тим часом боротьба проти повстанців В’єтконгу почала втрачати інтенсивність через чутки про міжконфесійні чвари серед військ ARVN. Це було ускладнено плануванням перевороту різними офіцерами ARVN, що відвернуло увагу від повстанців. Після рейдів на пагоди адміністрація Кеннеді надіслала телеграму 243 до посольства США в Сайгоні, наказавши вивчити альтернативні можливості лідерств.

## Ініціація та експедиція
На завершення засідання Ради національної безпеки (РНБ) 6 вересня було домовлено, що першочерговим завданням є отримання додаткової інформації про ситуацію у В'єтнамі. Міністр оборони США Роберт Макнамара запропонував відправити генерал-майора морської піхоти Віктора Крулака в негайну ознайомчу поїздку. NSC погодився, щоб Джозеф Менденхолл — офіцер дипломатичної служби з досвідом роботи у В’єтнамі — супроводжував його, і пара розпочала місію пізніше того ж дня.
На зворотному шляху до Вашингтона, округ Колумбія, Крулак і Менденхолл мали привезти Джона Мекліна та Руфуса Філліпса із Сайгону для доповіді. Меклін був директором Інформаційної служби США (USIS), тоді як Філліпс працював директором сільських програм для Операційної місії Сполучених Штатів (USOM) і радником Стратегічної програми Гамлета. Державний департамент надіслав до посольства Сайгону детальну телеграму, яка містила запитання щодо громадської думки В’єтнаму щодо всіх верств суспільства. За словами Крулака, мета полягала в тому, щоб спостерігати «вплив останніх подій на ставлення в'єтнамців загалом і на військові зусилля проти В'єтконгу».

## Звіт і підведення підсумків

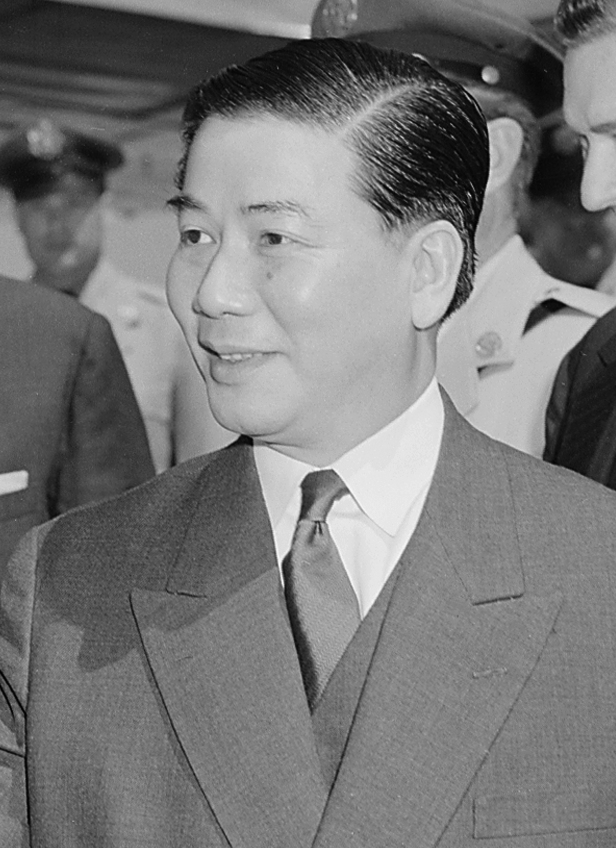
Президент Південного В'єтнаму Нго Джінь Діем

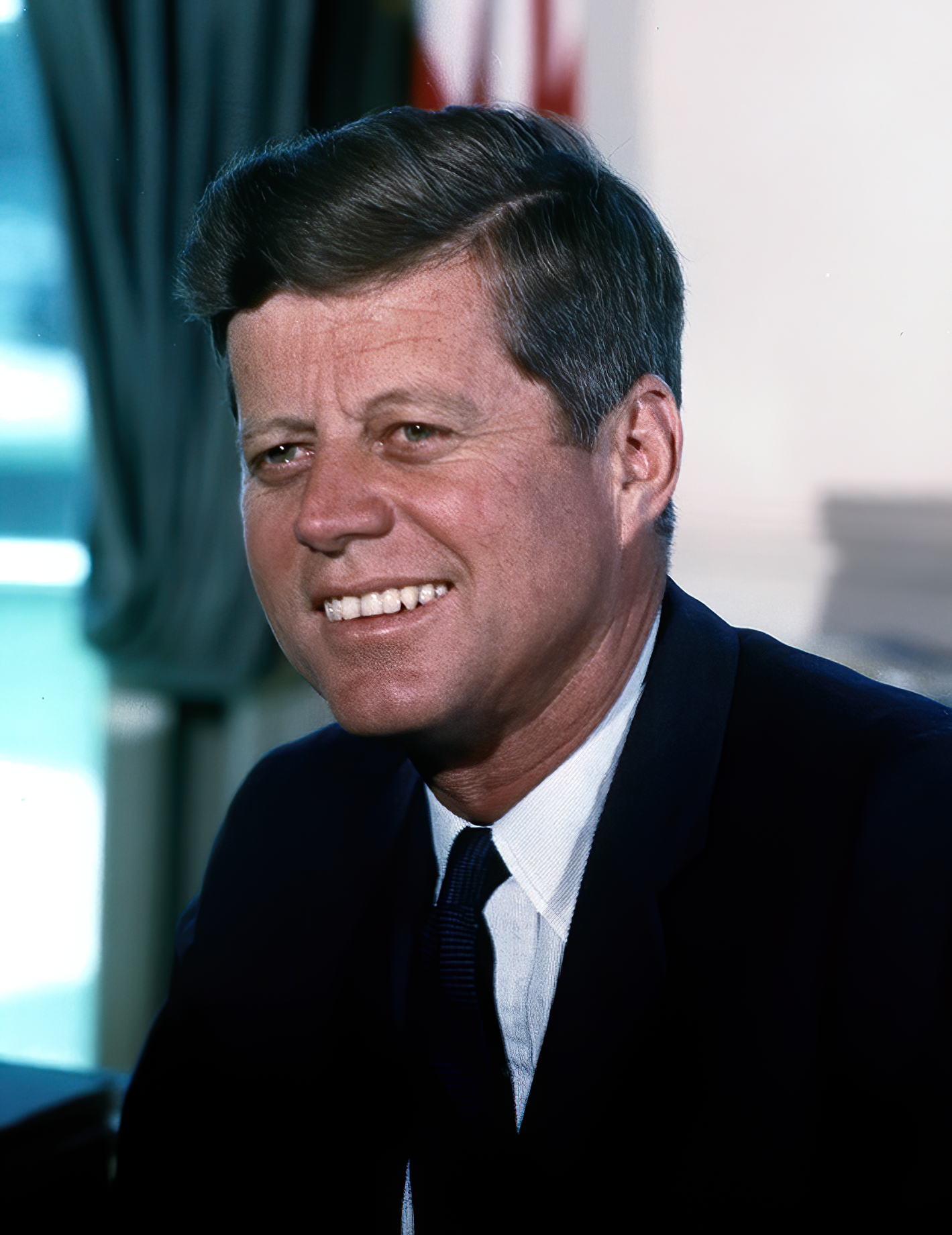
Президент США Джон Ф. Кеннеді

Крулак стверджував, що все ще потрібна значна кількість боїв, особливо в дельті Меконгу, яка вважалася найсильнішим регіоном В'єтконгу. Крулак стверджував, що всі рівні офіцерського корпусу ARVN усвідомлювали буддистську кризу, але він вірив, що більшість не дозволили релігійним віруванням значною мірою негативно вплинути на їхні внутрішні військові відносини. Він вважав, що офіцери АРВН були слухняними і від них можна було очікувати виконання будь-якого наказу, який вони вважали законним. Крім того, Крулак зазначив, що політична криза не завдала істотної шкоди двостороннім військовим зв'язкам. Переходячи до погляду в’єтнамців на їхніх лідерів, Крулак передбачив, що серед офіцерів було невдоволення, яке, на його думку, було спрямоване головним чином на Нго Джін Нху, молодшого брата Діема, якого багато вважали силою, що стоїть за режимом. Крулак вважав, що більшість офіцерів хотіли бачити спину Нху, але мало хто був готовий вдатися до державного перевороту. Крулак повідомив, що троє американських радників різко критикували Nhus і виступали за від'їзд пари з Південного В'єтнаму, щоб уникнути піар-катастрофи в ООН. Крулак відчував, що ці проблеми були переважені тим, що він вважав успішним військовим зусиллям і що війну виграли б незалежно від політичного керівництва. Він передбачив, що ARVN мало можливостей сприяти покращенню управління, і вважав, що вони не будуть демонструвати всі м’язи, які мають. Крулак оптимістично підсумував,
За винятком дуже серйозних політичних і військових факторів, зовнішніх по відношенню до В'єтнаму, війну у В'єтконгу буде виграно, якщо продовжуватимуться поточні військові та соціологічні програми США, незважаючи на серйозні недоліки правлячого режиму.

### Дебати
Крулак намагався пояснити протилежні оцінки, вказуючи на те, що Менденхолл досліджував міські території, тоді як він вирушив у сільську місцевість, «де війна». Крулак стверджував, що політичні проблеми в Сайгоні не перешкоджатимуть військовому прогресу, заявивши, що «ми можемо хитатися, щоб виграти війну, коли Нху залишиться під контролем». Помічник держсекретаря Роджер Гілсман заявив, що різниця між протилежними звітами «полягала в різниці між військовим і політичним поглядом». Під час дебатів щодо відмінностей у поглядах Менденхолл стверджував, що Сайгон зазнав «практично повного краху» після набігів на пагоди. Менденхолл повідомив, що в'єтнамські державні службовці боялися бути поміченими з американцями. Він пригадав один візит, коли йому довелося мовчати, поки його в’єтнамський господар повзав по кімнаті, шукаючи приховані мікрофони. Менденхолл стверджував, що «Сайгон був наповнений атмосферою страху й ненависті» і що люди боялися Діема більше, ніж В’єтконгу. Він повідомив, що багато державних службовців більше не спали вдома через страх опівночі арештів таємною поліцією Нху. Багато чиновників нещодавно витратили більшу частину свого дня на переговори про звільнення своїх дітей, які були ув’язнені за участь у пробуддистських протестах. Менденхолл стверджував, що внутрішні потрясіння тепер є більш пріоритетними, ніж війна проти комуністів.

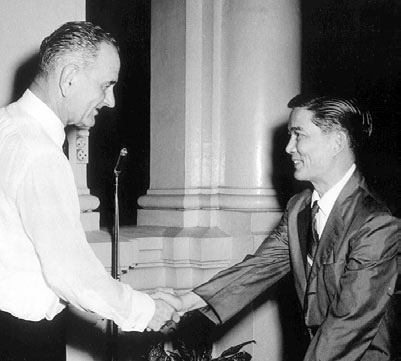
Нго Дінь Дьєм (на фото праворуч) зустрічається з віце-президентом США Ліндоном Б. Джонсоном

### Сильна незгода
Зустріч стала конфронтаційною, коли Крулак перебив Філліпса, заявивши, що американські військові радники на місці відкинули оцінки офіцера USOM. Філліпс визнав, що хоча загальна військова ситуація покращилася, це не так у вирішальних районах дельти. Філліпс зазначив, що провінційний військовий радник у провінції Лонг-Ан, прилеглій до Сайгону, повідомив, що В’єтконг захопив 200 стратегічних селищ минулого тижня, змусивши жителів села розібрати поселення. Макнамара похитав головою на радикально різні повідомлення. Коли Крулак висміяв Філліпса, помічник держсекретаря В. Аверелл Гарріман більше не міг стримуватися і назвав генерала «проклятим дурнем». Філліпс дипломатично перейняв Гаррімана і заявив, що це була битва за серця та уми, а не за суто військові показники.

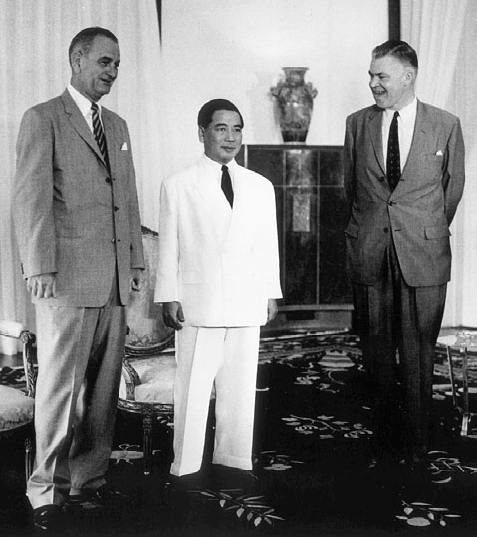
Віце-президент США Ліндон Б. Джонсон, президент Нго Дінь Дьєм і Фредерік Нолтінг у президентському палаці Південного В'єтнаму в 1961 році

## Наслідки
Однією зі стратегій, яка все частіше розглядалася на засіданнях NSC, а також у посольстві США в Сайгоні та в Конгресі, було призупинення невійськової допомоги Diệm. Після помилкової трансляції «Голосу Америки» 26 серпня, в якій було оголошено про призупинення допомоги, 29 серпня Лодж отримав повноваження призупинити допомогу, якщо це сприятиме перевороту . Тим часом Сенат США почав тиснути на адміністрацію, щоб вона вжила заходів проти Diệm. Гілсмана лобіював підкомітет Сенату з Далекого Сходу. Сенатор Френк Черч повідомив адміністрацію про свій намір представити резолюцію, яка засуджує антибуддистські репресії Діема та закликає припинити допомогу, якщо не буде встановлено релігійну рівність. Це призвело до того, що Церква погодилася тимчасово відкласти представлення законопроєкту, щоб уникнути збентеження адміністрації.